# Servigny-lès-Sainte-Barbe

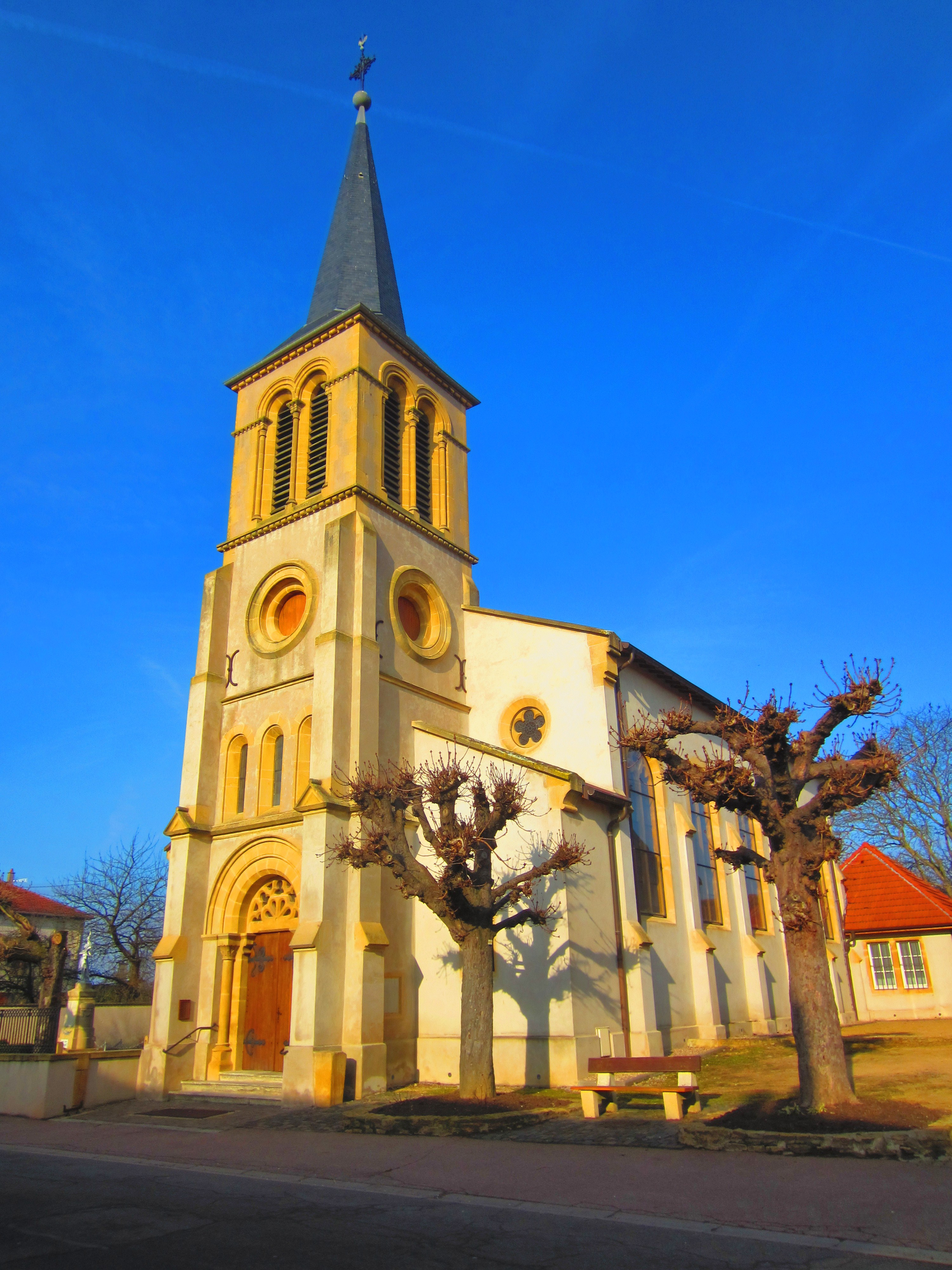
Kirche St. Catherine

Servigny-lès-Sainte-Barbe (deutsch Servigny bei Sainte Barbe) ist eine französische Gemeinde mit 467 Einwohnern (Stand 1. Januar 2022) im Département Moselle in der Region Grand Est (bis 2015 Lothringen). Sie gehört zum Arrondissement Metz.

## Geographie
Servigny-lès-Sainte-Barbe liegt in Lothringen, neun Kilometer nordöstlich von Metz, sieben Kilometer südlich von Vigy und zwei Kilometer südwestlich von Sainte Barbe auf einer Höhe zwischen 205 und 281 m über dem Meeresspiegel, die mittlere Höhe beträgt 265 m. Das Gemeindegebiet umfasst 3,09 km².
Zum Ort gehört auch seit 1812 das kleine Dörfchen Poixe (1915–1918 Pechdorf).

## Geschichte
Die Ortschaft gehörte früher zum Bistum Metz.
In Servigny und dem Ortsteil Poixe fanden im Deutsch-Französischen Krieg am 31. August 1870 während der Schlacht von Noisseville Kampfhandlungen statt. Durch den Frankfurter Frieden vom 10. Mai 1871 kam die Region an Deutschland und das Dorf wurde dem Landkreis Metz im Bezirk Lothringen des Reichslandes Elsaß-Lothringen zugeordnet. Die Dorfbewohner betrieben Getreide-, Obst- und Weinbau. Der auf der Gemarkung vorkommende Sandstein wurde u. a. zu Treppen und Fenstergesimsen verarbeitet.
Nach dem Ersten Weltkrieg musste die Region aufgrund der Bestimmungen des Versailler Vertrags 1919 an Frankreich abgetreten werden. Im Zweiten Weltkrieg war die Region von der deutschen Wehrmacht besetzt und stand unter deutscher Verwaltung.
1915–1918 und 1940–1944 trug der Ort den deutschen Namen Servingen.

### Bevölkerungsentwicklung
| Jahr      | 1962 | 1968 | 1975 | 1982 | 1990 | 1999 | 2007 | 2019 |
| Einwohner | 248  | 247  | 273  | 382  | 423  | 453  | 427  | 475  |